# بورجا گارسیا

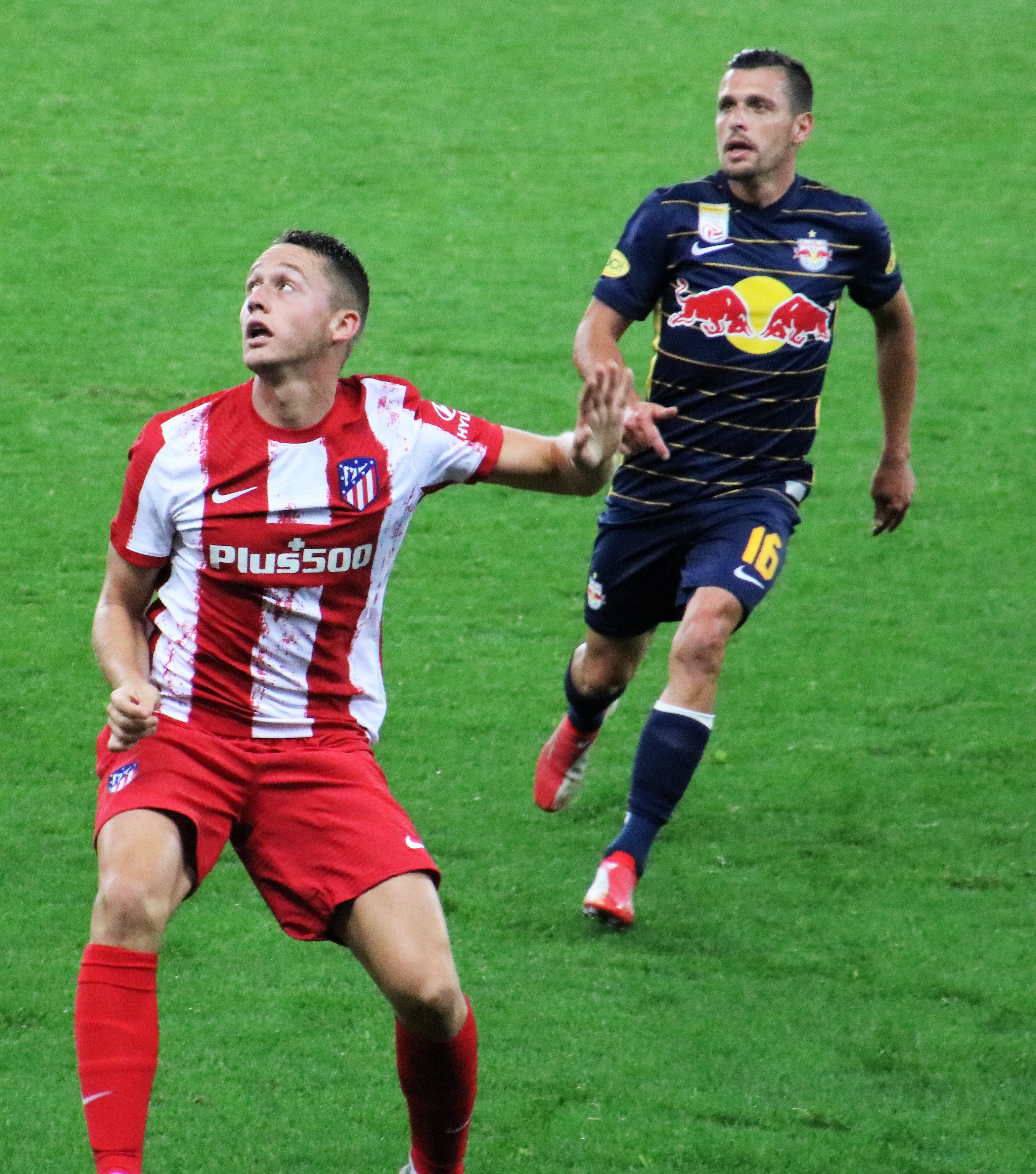
بورجا گارسیا با لباس قرمز

بورجا گارسیا (انگلیسی: Borja Garcés؛ زادهٔ ۶ اوت ۱۹۹۹) بازیکن فوتبال اهل اسپانیا است.
از باشگاه‌هایی که در آن بازی کرده‌است می‌توان به باشگاه فوتبال اتلتیکو مادرید اشاره کرد.